# Cibaregbeg (Cibeber)
Cibaregbeg is een bestuurslaag in het regentschap Cianjur van de provincie West-Java, Indonesië. Cibaregbeg telt 6861 inwoners (volkstelling 2010).